# Венесуела на літніх Олімпійських іграх 2016
Венесуелу на літніх Олімпійських іграх 2016 представляли 87 спортсменів. Прапороносець команди олімпійський чемпіон літніх Олімпійських ігор 2012 року в Лондоні Рубен Лімардо.

## Медалісти
| Медалі | Спортсмени       | Вид спорту     | Дисципліна               | Дата      |
| ------ | ---------------- | -------------- | ------------------------ | --------- |
| Срібло | Юлімар Рохас     | Легка атлетика | жінки, потрійний стрибок | 14 серпня |
| Бронза | Йоель Фіноль     | Бокс           | чоловіки, до 52 кг       | 19 серпня |
| Бронза | Стефані Ернандес | Велоспорт      | жінки, BMX               | 19 серпня |

## Спортсмени
| Дисципліна            | Чоловіки | Жінки | Разом |
| --------------------- | -------- | ----- | ----- |
| Стрільба з лука       | 1        | 1     | 2     |
| Легка атлетика        | 9        | 6     | 15    |
| Баскетбол             | 12       | 0     | 12    |
| Бокс                  | 8        | 0     | 8     |
| Велоспорт             | 6        | 3     | 9     |
| Стрибки у воду        | 2        | 0     | 2     |
| Кінний спорт          | 2        | 0     | 2     |
| Фехтування            | 4        | 2     | 6     |
| Гольф                 | 1        | 0     | 1     |
| Гімнастика            | 0        | 1     | 1     |
| Дзюдо                 | 0        | 1     | 1     |
| Академічне веслування | 1        | 0     | 1     |
| Вітрильний спорт      | 2        | 0     | 2     |
| Стрільба              | 1        | 0     | 1     |
| Плавання              | 4        | 2     | 6     |
| Настільний теніс      | 0        | 1     | 1     |
| Тхеквондо             | 1        | 0     | 1     |
| Волейбол              | 0        | 2     | 2     |
| Важка атлетика        | 1        | 3     | 4     |
| Боротьба              | 6        | 3     | 9     |
| Разом                 | 61       | 25    | 86    |

## Стрільба з лука
| Спортсмен    | Дисципліна                        | Попередній раунд | Попередній раунд | 1/32 фіналу         | 1/16 фіналу        | 1/8 фіналу         | Чвертьфінали       | Півфінали          | Фінал / БМ         | Фінал / БМ       |
| Спортсмен    | Дисципліна                        | Результат        | Сіяний           | Суперник Результат  | Суперник Результат | Суперник Результат | Суперник Результат | Суперник Результат | Суперник Результат | Місце            |
| ------------ | --------------------------------- | ---------------- | ---------------- | ------------------- | ------------------ | ------------------ | ------------------ | ------------------ | ------------------ | ---------------- |
| Еліас Малаве | індивідуальна першість (чоловіки) | 651              | 46               | Wang Dp (CHN) W 6–2 | Ворт (AUS) L 4–6   | Завершив виступ    | Завершив виступ    | Завершив виступ    | Завершив виступ    | Завершив виступ  |
| Лейдіс Бріто | індивідуальна першість (жінки)    | 614              | 44               | Унрух (GER) L 4–6   | Завершила виступ   | Завершила виступ   | Завершила виступ   | Завершила виступ   | Завершила виступ   | Завершила виступ |

## Легка атлетика
Легенда
- Note – для трекових дисциплін місце вказане лише для забігу, в якому взяв участь спортсмен
- Q = пройшов у наступне коло напряму
- q = пройшов у наступне коло за добором (для трекових дисциплін - найшвидші часи серед тих, хто не пройшов напряму; для технічних дисциплін - увійшов до визначеної кількості фіналістів за місцем якщо напряму пройшло менше спортсменів, ніж визначена кількість)
- NR = Національний рекорд
- N/A = Коло відсутнє у цій дисципліні
- Bye = спортсменові не потрібно змагатися у цьому колі
- NM = жодної успішної спроби

Трекові і шосейні дисципліни
Чоловіки
| Спортсмен                                                              | Дисципліна           | Попередній забіг | Попередній забіг | Півфінал        | Півфінал        | Фінал           | Фінал           |
| Спортсмен                                                              | Дисципліна           | Результат        | Місце            | Результат       | Місце           | Результат       | Місце           |
| ---------------------------------------------------------------------- | -------------------- | ---------------- | ---------------- | --------------- | --------------- | --------------- | --------------- |
| Альберт Браво                                                          | 400 м                | 46.15            | 6                | Завершив виступ | Завершив виступ | Завершив виступ | Завершив виступ |
| Луїс Альберто Орта                                                     | Марафон              | Н/Д              | Н/Д              | Н/Д             | Н/Д             | 2:27:05         | 106             |
| Хосе Пенья                                                             | 3000 м з перешкодами | 8:32.38          | 9                | Н/Д             | Н/Д             | Завершив виступ | Завершив виступ |
| Єренман Салазар                                                        | ходьба на 50 км      | Н/Д              | Н/Д              | Н/Д             | Н/Д             | DNF             | DNF             |
| Річард Варгас                                                          | ходьба на 20 км      | Н/Д              | Н/Д              | Н/Д             | Н/Д             | 1:22:23         | 24              |
| Альберт Браво Омар Лонгарт José Meléndez Фредді Мезонес Артуро Рамірес | 4 × 400 m relay      | 3:02.69          | 6                | Н/Д             | Н/Д             | Завершив виступ | Завершив виступ |

Жінки
| Спортсменка    | Дисципліна | Попередній забіг | Попередній забіг | Півфінал  | Півфінал | Фінал            | Фінал            |
| Спортсменка    | Дисципліна | Результат        | Місце            | Результат | Місце    | Результат        | Місце            |
| -------------- | ---------- | ---------------- | ---------------- | --------- | -------- | ---------------- | ---------------- |
| Йолімар Пінеда | Марафон    | Н/Д              | Н/Д              | Н/Д       | Н/Д      | 2:47:34          | 93               |
| Нерселі Сото   | 200 м      | 22.89            | 2 Q              | 22.88     | 7        | Завершила виступ | Завершила виступ |

Технічні дисципліни
| Спортсмен        | Дисципліна                 | Кваліфікація       | Кваліфікація | Фінал              | Фінал            |
| Спортсмен        | Дисципліна                 | Результат у метрах | Місце        | Результат у метрах | Місце            |
| ---------------- | -------------------------- | ------------------ | ------------ | ------------------ | ---------------- |
| Аїмара Еспіноза  | штовхання ядра (жінки)     | 17.27              | 19           | Завершила виступ   | Завершила виступ |
| Робейліс Пейнадо | стрибки з жердиною (жінки) | DNS                | DNS          | Завершила виступ   | Завершила виступ |
| Роза Родрігес    | метання молота (жінки)     | 72.41              | 3 Q          | 69.26              | 10               |
| Юлімар Рохас     | потрійний стрибок          | 14.21              | 7 Q          | 14.98              | 2                |

## Баскетбол

### Чоловічий турнір
Склад команди
Нижче наведено склад збірної Венесуели в турнірі з баскетболу на літніх Олімпійських іграх 2016.
Груповий етап
| Команда   | І | В | П | З   | П   | РМ   | О  |
| --------- | - | - | - | --- | --- | ---- | -- |
| США       | 5 | 5 | 0 | 524 | 407 | +117 | 10 |
| Австралія | 5 | 4 | 1 | 444 | 368 | +76  | 9  |
| Франція   | 5 | 3 | 2 | 423 | 378 | +45  | 8  |
| Сербія    | 5 | 2 | 3 | 426 | 387 | +39  | 7  |
| Венесуела | 5 | 1 | 4 | 315 | 444 | -129 | 6  |
| КНР       | 5 | 0 | 5 | 318 | 466 | −148 | 5  |

| 6 серпня 2016 22:30 | Протокол | Венесуела                                         | 62–86 | Сербія                                             |  | Арена Каріока 1, Ріо-де-Жанейро Глядачів: 5063 |
| 6 серпня 2016 22:30 | Протокол | Рахунок за чвертями: 14–18, 9–26, 18–24, 21–18    |       |                                                    |  | Арена Каріока 1, Ріо-де-Жанейро Глядачів: 5063 |
| 6 серпня 2016 22:30 | Протокол | Очки: Еченіке 12 Підб.: Колменарес 6 РП: Варгас 5 |       | Очки: Богданович 19 Підб.: Штимаць 9 РП: Недович 4 |  | Арена Каріока 1, Ріо-де-Жанейро Глядачів: 5063 |

| 8 серпня 2016 19:00 | Протокол | США                                            | 113–69 | Венесуела                                   |  | Арена Каріока 1, Ріо-де-Жанейро Глядачів: 10572 |
| 8 серпня 2016 19:00 | Протокол | Рахунок за чвертями: 18-18, 30-8, 27-25, 38-18 |        |                                             |  | Арена Каріока 1, Ріо-де-Жанейро Глядачів: 10572 |
| 8 серпня 2016 19:00 | Протокол | Очки: Джордж 20 Підб.: Джордан 9 РП: Лоурі 9   |        | Очки: Кокс 19 Підб.: Еченіке 7 РП: Варгас 5 |  | Арена Каріока 1, Ріо-де-Жанейро Глядачів: 10572 |

| 10 серпня 2016 22:30 | Протокол | Венесуела                                            | 72–68 | КНР                                              |  | Арена Каріока 1, Ріо-де-Жанейро Глядачів: 6223 |
| 10 серпня 2016 22:30 | Протокол | Рахунок за чвертями: 25–13, 13–22, 13–15, 21–18      |       |                                                  |  | Арена Каріока 1, Ріо-де-Жанейро Глядачів: 6223 |
| 10 серпня 2016 22:30 | Протокол | Очки: Колменарес 16 Підб.: Колменарес 5 РП: Варгас 5 |       | Очки: Го 17 Підб.: Ї Цзяньлянь 10 РП: Го, Чжоу 3 |  | Арена Каріока 1, Ріо-де-Жанейро Глядачів: 6223 |

| 12 серпня 2016 22:30 | Протокол | Франція                                        | 96–56 | Венесуела                                   |  | Арена Каріока 1, Ріо-де-Жанейро Глядачів: 7312 |
| 12 серпня 2016 22:30 | Протокол | Рахунок за чвертями: 23–18, 19–12, 24–17, 30–9 |       |                                             |  | Арена Каріока 1, Ріо-де-Жанейро Глядачів: 7312 |
| 12 серпня 2016 22:30 | Протокол | Очки: Ловернь 17 Підб.: Кахуді 12 РП: Ертель 8 |       | Очки: Еченіке 12 Підб.: Варгас 7 РП: Кокс 4 |  | Арена Каріока 1, Ріо-де-Жанейро Глядачів: 7312 |

| 14 серпня 2016 19:00 | Протокол | Австралія                                       | 81–56 | Венесуела                                         |  | Арена Каріока 1, Ріо-де-Жанейро Глядачів: 9459 |
| 14 серпня 2016 19:00 | Протокол | Рахунок за чвертями: 16–6, 16–19, 21–18, 28–13  |       |                                                   |  | Арена Каріока 1, Ріо-де-Жанейро Глядачів: 9459 |
| 14 серпня 2016 19:00 | Протокол | Очки: Голдінг 22 Підб.: Брокгофф 8 РП: Мартін 4 |       | Очки: Перес 12 Підб.: Варгас, Руїс 4 РП: Варгас 7 |  | Арена Каріока 1, Ріо-де-Жанейро Глядачів: 9459 |

## Бокс
| Спортсмен          | Категорія              | 1/16 фіналу               | 1/8 фіналу             | Чвертьфінали          | Півфінали          | Фінал              | Фінал           |
| Спортсмен          | Категорія              | Суперник Результат        | Суперник Результат     | Суперник Результат    | Суперник Результат | Суперник Результат | Місце           |
| ------------------ | ---------------------- | ------------------------- | ---------------------- | --------------------- | ------------------ | ------------------ | --------------- |
| Йоель Фіноль       | до 52 кг (чоловіки)    | de los Santos (DOM) W 3–0 | Ali (GBR) W 3–0        | Фліссі (ALG) W 3–0    | Зоїров (UZB) L 0–3 | Завершив виступ    | 2               |
| Віктор Родрігес    | до 56 кг (чоловіки)    | Хам С М (KOR) L 1–2       | Завершив виступ        | Завершив виступ       | Завершив виступ    | Завершив виступ    | Завершив виступ |
| Luis Ángel Cabrera | до 60 кг (чоловіки)    | Нарімацу (JPN) L 1–2      | Завершив виступ        | Завершив виступ       | Завершив виступ    | Завершив виступ    | Завершив виступ |
| Luis Arcón         | до 64 кг (чоловіки)    | Бачков (ARM) L 1–2        | Завершив виступ        | Завершив виступ       | Завершив виступ    | Завершив виступ    | Завершив виступ |
| Габріель Маестре   | до 69 кг (чоловіки)    | Марутян (GER) W 2–1       | Манджакапре (ITA) W WO | Єлеусінов (KAZ) L 0–3 | Завершив виступ    | Завершив виступ    | Завершив виступ |
| Ендрі Хосе Пінто   | до 75 кг (чоловіки)    | Дельгадо (ECU) L 0–3      | Завершив виступ        | Завершив виступ       | Завершив виступ    | Завершив виступ    | Завершив виступ |
| Albert Ramírez     | до 81 кг (чоловіки)    | Хамуков (RUS) W 2–1       | Беншабла (ALG) L 1–2   | Завершив виступ       | Завершив виступ    | Завершив виступ    | Завершив виступ |
| Едгар Муньйос      | понад 91 кг (чоловіки) | Джалолов (UZB) L TKO      | Завершив виступ        | Завершив виступ       | Завершив виступ    | Завершив виступ    | Завершив виступ |

## Велоспорт

### Шосе
| Спортсмен         | Дисципліна                         | Час          | Місце        |
| ----------------- | ---------------------------------- | ------------ | ------------ |
| Хонатан Монсальве | Групова шосейна гонка (чоловіки)   | Не фінішував | Не фінішував |
| Хонатан Монсальве | роздільна шосейна гонка (чоловіки) | Не фінішував | Не фінішував |
| Мігель Убето      | Групова шосейна гонка (чоловіки)   | Не фінішував | Не фінішував |
| Дженніфер Сезар   | групова шосейна гонка (жінки)      | 4:03:18      | 50           |

### Трек
Спринт
| Спортсмен      | Дисципліна        | Кваліфікація           | Кваліфікація | Раунд 1                         | Втішний поєдинок 1              | Раунд 2                         | Втішний поєдинок 2              | Чвертьфінали                    | Півфінали                       | Фінал                           | Фінал           |
| Спортсмен      | Дисципліна        | Час Швидкість (км/год) | Місце        | Суперник Час Швидкість (км/год) | Суперник Час Швидкість (км/год) | Суперник Час Швидкість (км/год) | Суперник Час Швидкість (км/год) | Суперник Час Швидкість (км/год) | Суперник Час Швидкість (км/год) | Суперник Час Швидкість (км/год) | Місце           |
| -------------- | ----------------- | ---------------------- | ------------ | ------------------------------- | ------------------------------- | ------------------------------- | ------------------------------- | ------------------------------- | ------------------------------- | ------------------------------- | --------------- |
| Ерсоні Канелон | спринт (чоловіки) | 10.239 70.319          | 24           | Завершив виступ                 | Завершив виступ                 | Завершив виступ                 | Завершив виступ                 | Завершив виступ                 | Завершив виступ                 | Завершив виступ                 | Завершив виступ |
| Сесар Маркано  | спринт (чоловіки) | 10.649 67.611          | 27           | Завершив виступ                 | Завершив виступ                 | Завершив виступ                 | Завершив виступ                 | Завершив виступ                 | Завершив виступ                 | Завершив виступ                 | Завершив виступ |

Командна першість sprint
| Спортсмен                                   | Дисципліна                  | Кваліфікація           | Кваліфікація | Півфінали                             | Півфінали | Фінал                           | Фінал           |
| Спортсмен                                   | Дисципліна                  | Час Швидкість (км/год) | Місце        | Суперник Час Швидкість (км/год)       | Місце     | Суперник Час Швидкість (км/год) | Місце           |
| ------------------------------------------- | --------------------------- | ---------------------- | ------------ | ------------------------------------- | --------- | ------------------------------- | --------------- |
| Ерсоні Канелон Сесар Маркано Анхель Пульгар | командний спринт (чоловіки) | 44.263 60.999          | 8 Q          | Велика Британія (GBR) L 44.486 60.693 | 8         | Завершив виступ                 | Завершив виступ |

Кейрін
| Спортсмен      | Дисципліна        | Перший раунд | Втішний поєдинок | Другий раунд    | Final           |
| Спортсмен      | Дисципліна        | Місце        | Місце            | Місце           | Місце           |
| -------------- | ----------------- | ------------ | ---------------- | --------------- | --------------- |
| Ерсоні Канелон | Кейрін (чоловіки) | 7 R          | 5                | Завершив виступ | Завершив виступ |
| Анхель Пульгар | Кейрін (чоловіки) | 7 R          | 4                | Завершив виступ | Завершив виступ |

Омніум
| Спортсмен      | Дисципліна     | Скретч | Скретч | Індивідуальна гонка переслідування | Індивідуальна гонка переслідування | Індивідуальна гонка переслідування | Гонка на вибування | Гонка на вибування | Гіт з місця на 1 км | Гіт з місця на 1 км | Гіт з місця на 1 км | Гіт з ходу на 250 м | Гіт з ходу на 250 м | Гіт з ходу на 250 м | Гонка за очками | Гонка за очками | Загалом очок | Місце |
| Спортсмен      | Дисципліна     | Місце  | Очки   | Час                                | Місце                              | Очки                               | Місце              | Очки               | Час                 | Місце               | Очки                | Час                 | Місце               | Очки                | Очки            | Місце           | Загалом очок | Місце |
| -------------- | -------------- | ------ | ------ | ---------------------------------- | ---------------------------------- | ---------------------------------- | ------------------ | ------------------ | ------------------- | ------------------- | ------------------- | ------------------- | ------------------- | ------------------- | --------------- | --------------- | ------------ | ----- |
| Енджі Гонсалес | омніум (жінки) | 18     | 6      | 3:47.161                           | 17                                 | 8                                  | 12                 | 18                 | 36.535              | 12                  | 18                  | 14.660              | 16                  | 10                  | 1               | 13              | 61           | 18    |

### BMX
| Спортсмен         | Дисципліна     | Кваліфікація | Кваліфікація | Чвертьфінал | Чвертьфінал | Півфінал | Півфінал | Фінал           | Фінал           |
| Спортсмен         | Дисципліна     | Результат    | Місце        | Очки        | Місце       | Очки     | Місце    | Результат       | Місце           |
| ----------------- | -------------- | ------------ | ------------ | ----------- | ----------- | -------- | -------- | --------------- | --------------- |
| Джефферсон Мілано | BMX (чоловіки) | 35.945       | 23           | 12          | 3 Q         | 24       | 8        | Завершив виступ | Завершив виступ |
| Стефані Ернандес  | BMX (жінки)    | 35.202       | 4            | Н/Д         | Н/Д         | 11       | 3 Q      | 34.755          | 3               |

## Стрибки у воду
| Спортсмен     | Дисципліна                  | Попередні змагання | Попередні змагання | Півфінали       | Півфінали       | Фінал           | Фінал           |
| Спортсмен     | Дисципліна                  | Очки               | Місце              | Очки            | Місце           | Очки            | Місце           |
| ------------- | --------------------------- | ------------------ | ------------------ | --------------- | --------------- | --------------- | --------------- |
| Хесус Лірансо | вишка, 10 метрів (чоловіки) | 385.55             | 21                 | Завершив виступ | Завершив виступ | Завершив виступ | Завершив виступ |
| Роберт Паес   | вишка, 10 метрів (чоловіки) | 378.20             | 23                 | Завершив виступ | Завершив виступ | Завершив виступ | Завершив виступ |

## Кінний спорт

### Конкур
| Спортсмен        | Кінь     | Дисципліна    | Кваліфікація | Кваліфікація | Кваліфікація    | Кваліфікація    | Кваліфікація    | Кваліфікація    | Кваліфікація    | Кваліфікація    | Фінал           | Фінал           | Фінал           | Фінал           | Фінал           | Загалом         | Загалом         |
| Спортсмен        | Кінь     | Дисципліна    | Раунд 1      | Раунд 1      | Раунд 2         | Раунд 2         | Раунд 2         | Раунд 3         | Раунд 3         | Раунд 3         | Фінал A         | Фінал A         | Фінал B         | Фінал B         | Фінал B         | Загалом         | Загалом         |
| Спортсмен        | Кінь     | Дисципліна    | Штрафні очки | Місце        | Штрафні очки    | Загалом         | Місце           | Штрафні очки    | Загалом         | Місце           | Штрафні очки    | Місце           | Штрафні очки    | Загалом         | Місце           | Штрафні очки    | Місце           |
| ---------------- | -------- | ------------- | ------------ | ------------ | --------------- | --------------- | --------------- | --------------- | --------------- | --------------- | --------------- | --------------- | --------------- | --------------- | --------------- | --------------- | --------------- |
| Емануель Андраде | Hardrock | Індивідуальні | 13           | =61          | Завершив виступ | Завершив виступ | Завершив виступ | Завершив виступ | Завершив виступ | Завершив виступ | Завершив виступ | Завершив виступ | Завершив виступ | Завершив виступ | Завершив виступ | Завершив виступ | Завершив виступ |
| Пабло Барріос    | Antares  | Індивідуальні | 8            | =53 Q        | 12              | 20              | 54              | Завершив виступ | Завершив виступ | Завершив виступ | Завершив виступ | Завершив виступ | Завершив виступ | Завершив виступ | Завершив виступ | Завершив виступ | Завершив виступ |

## Фехтування
Чоловіки
| Спортсмен                                                       | Дисципліна           | 1/32 фіналу              | 1/16 фіналу         | 1/8 фіналу               | Чвертьфінал           | Півфінал                                              | Фінал / БМ                          | Фінал / БМ      |
| Спортсмен                                                       | Дисципліна           | Суперник Результат       | Суперник Результат  | Суперник Результат       | Суперник Результат    | Суперник Результат                                    | Суперник Результат                  | Місце           |
| --------------------------------------------------------------- | -------------------- | ------------------------ | ------------------- | ------------------------ | --------------------- | ----------------------------------------------------- | ----------------------------------- | --------------- |
| Сільвіо Фернандес                                               | Індивідуальна шпага  | Jung J-s (KOR) L 8–15    | Завершив виступ     | Завершив виступ          | Завершив виступ       | Завершив виступ                                       | Завершив виступ                     | Завершив виступ |
| Франсіско Лімардо                                               | Індивідуальна шпага  | Феррейра (BRA) W 15–9    | Жеран (FRA) W 15–14 | Новосьолов (EST) L 12–15 | Завершив виступ       | Завершив виступ                                       | Завершив виступ                     | Завершив виступ |
| Рубен Лімардо                                                   | Індивідуальна шпага  | Bye                      | Фаєз (EGY) L 5–15   | Завершив виступ          | Завершив виступ       | Завершив виступ                                       | Завершив виступ                     | Завершив виступ |
| Сільвіо Фернандес Франсіско Лімардо Рубен Лімардо Kelvin Cañas* | Командна шпага       | Н/Д                      | Н/Д                 | Бразилія (BRA) W 45–25   | Франція (FRA) L 29–45 | Класифікаційний півфінал Південна Корея (KOR) L 40–45 | 7th place final Росія (RUS) L 30–36 | 8               |
| Антоніо Леаль                                                   | Індивідуальна рапіра | van Haaster (CAN) L 7–15 | Завершив виступ     | Завершив виступ          | Завершив виступ       | Завершив виступ                                       | Завершив виступ                     | Завершив виступ |

Жінки
| Спортсменка       | Дисципліна           | 1/32 фіналу         | 1/16 фіналу           | 1/8 фіналу          | Чвертьфінал         | Півфінал            | Фінал / БМ          | Фінал / БМ       |
| Спортсменка       | Дисципліна           | Суперниця Результат | Суперниця Результат   | Суперниця Результат | Суперниця Результат | Суперниця Результат | Суперниця Результат | Місце            |
| ----------------- | -------------------- | ------------------- | --------------------- | ------------------- | ------------------- | ------------------- | ------------------- | ---------------- |
| Ісіс Хіменес      | Індивідуальна рапіра | Bye                 | Jeon H-s (KOR) L 8–10 | Завершила виступ    | Завершила виступ    | Завершила виступ    | Завершила виступ    | Завершила виступ |
| Алехандра Бенітес | Шабля                | Хафез (EGY) W 15–11 | Мартон (HUN) L 14–15  | Завершила виступ    | Завершила виступ    | Завершила виступ    | Завершила виступ    | Завершила виступ |

## Гольф
| Спортсмен      | Дисципліна | Раунд 1   | Раунд 2   | Раунд 3   | Раунд 4   | Загалом   | Загалом | Загалом |
| Спортсмен      | Дисципліна | Результат | Результат | Результат | Результат | Результат | Пар     | Місце   |
| -------------- | ---------- | --------- | --------- | --------- | --------- | --------- | ------- | ------- |
| Джонатан Вегас | чоловіки   | 72        | 76        | 71        | 70        | 289       | 5       | =50     |

## Гімнастика

### Спортивна гімнастика
Жінки
| Спортсменка       | Дисципліна | Кваліфікація   | Кваліфікація       | Кваліфікація | Кваліфікація | Кваліфікація | Кваліфікація | Фінал  | Фінал  | Фінал  | Фінал  | Фінал   | Фінал |        |        |        |        |        |   |
| Спортсменка       | Дисципліна | Вправа         | Вправа             | Вправа       | Вправа       | Загалом      | Місце        | Вправа | Вправа | Вправа | Вправа | Загалом | Місце |        |        |        |        |        |   |
| ----------------- | ---------- | -------------- | ------------------ | ------------ | ------------ | ------------ | ------------ | ------ | ------ | ------ | ------ | ------- | ----- | ------ | ------ | ------ | ------ | ------ | - |
| Спортсменка       | Дисципліна | Джессіка Лопес | Абсолютна першість | 14.933       | 15.333 Q     | Загалом      | Місце        | 13.933 | 12.733 | 56.932 | 13 Q   | Загалом | Місце | 14.833 | 15.100 | 13.800 | 14.233 | 57.966 | 7 |
| Різновисокі бруси | Н/Д        | Джессіка Лопес | 15.333             | Н/Д          | Н/Д          | 15.333       | 7 Q          | Н/Д    | 15.333 | Н/Д    | Н/Д    | 15.333  | 6     |        |        |        |        |        |   |

## Дзюдо
| Спортсмен          | Категорія        | 1/16 фіналу             | 1/8 фіналу         | Чвертьфінали       | Півфінали          | Втішний поєдинок   | Фінал / БМ         | Фінал / БМ       |
| Спортсмен          | Категорія        | Суперник Результат      | Суперник Результат | Суперник Результат | Суперник Результат | Суперник Результат | Суперник Результат | Місце            |
| ------------------ | ---------------- | ----------------------- | ------------------ | ------------------ | ------------------ | ------------------ | ------------------ | ---------------- |
| Ельвісмар Родрігес | до 70 кг (жінки) | Морейра (ANG) L 000–100 | Завершила виступ   | Завершила виступ   | Завершила виступ   | Завершила виступ   | Завершила виступ   | Завершила виступ |

## Академічне веслування
| Спортсмен                 | Дисципліна          | Заїзди  | Заїзди | Втішний заплив | Втішний заплив | Чвертьфінали | Чвертьфінали | Півфінали | Півфінали | Фінал   | Фінал |
| Спортсмен                 | Дисципліна          | Час     | Місце  | Час            | Місце          | Час          | Місце        | Час       | Місце     | Час     | Місце |
| ------------------------- | ------------------- | ------- | ------ | -------------- | -------------- | ------------ | ------------ | --------- | --------- | ------- | ----- |
| Джексон Вісент Монастеріо | одиночки (чоловіки) | 7:28.36 | 6 R    | 7:28.67        | 5 SE/F         | Bye          | Bye          | 7:50.56   | 2 FE      | 7:57.83 | 29    |

Пояснення до кваліфікації: FA=Фінал A (за медалі); FB=Фінал B (не за медалі); FC=Фінал C (не за медалі); FD=Фінал D (не за медалі); FE=Фінал E (не за медалі); FF=Фінал F (не за медалі); SA/B=Півфінали A/B; SC/D=Півфінали C/D; SE/F=Півфінали E/F; QF=Чвертьфінали; R=Потрапив у втішний заплив

## Вітрильний спорт
| Спортсмен      | Дисципліна      | Заплив | Заплив | Заплив | Заплив | Заплив | Заплив | Заплив | Заплив | Заплив | Заплив | Заплив | Заплив | Заплив | Очки | Підсумкове місце |
| Спортсмен      | Дисципліна      | 1      | 2      | 3      | 4      | 5      | 6      | 7      | 8      | 9      | 10     | 11     | 12     | M*     | Очки | Підсумкове місце |
| -------------- | --------------- | ------ | ------ | ------ | ------ | ------ | ------ | ------ | ------ | ------ | ------ | ------ | ------ | ------ | ---- | ---------------- |
| Даніель Флорес | RS:X (чоловіки) | 18     | 22     | 26     | 20     | 11     | 33     | 34     | 37     | 32     | DNF    | 23     | 25     | EL     | 160  | 27               |
| Хосе Гутьєррес | Лазер           | 35     | 36     | 36     | 42     | 40     | 35     | 40     | 19     | 37     | 37     | Н/Д    | Н/Д    | EL     | 314  | 38               |

M = Медальний заплив; EL = Вибув – не потрапив до медального запливу

## Стрільба
| Спортсмен  | Дисципліна                                       | Кваліфікація | Кваліфікація | Фінал           | Фінал           |
| Спортсмен  | Дисципліна                                       | Очки         | Місце        | Очки            | Місце           |
| ---------- | ------------------------------------------------ | ------------ | ------------ | --------------- | --------------- |
| Хуліо Ємма | пневматична гвинтівка, 10 метрів (чоловіки)      | 612.7        | 45           | Завершив виступ | Завершив виступ |
| Хуліо Ємма | гвинтівка лежачи, 50 метрів (чоловіки)           | 621.5        | 22           | Завершив виступ | Завершив виступ |
| Хуліо Ємма | гвинтівка з трьох положень, 50 метрів (чоловіки) | 1155         | 40           | Завершив виступ | Завершив виступ |

Пояснення до кваліфікації: Q = Пройшов у наступне коло; q = Кваліфікувався щоб змагатись у поєдинку за бронзову медаль

## Плавання
| Спортсмен        | Дисципліна                           | Попередній заплив | Попередній заплив | Півфінал         | Півфінал         | Фінал            | Фінал            |
| Спортсмен        | Дисципліна                           | Час               | Місце             | Час              | Місце            | Час              | Місце            |
| ---------------- | ------------------------------------ | ----------------- | ----------------- | ---------------- | ---------------- | ---------------- | ---------------- |
| Карлос Клавері   | 100 метрів брасом (чоловіки)         | 1:01.13           | 30                | Завершив виступ  | Завершив виступ  | Завершив виступ  | Завершив виступ  |
| Карлос Клавері   | 200 метрів брасом (чоловіки)         | 2:10.35           | 14 Q              | 2:11.56          | 15               | Завершив виступ  | Завершив виступ  |
| Ервін Мальдонадо | марафон 10 кілометрів (чоловіки)     | Н/Д               | Н/Д               | Н/Д              | Н/Д              | 1:54:33.6        | 21               |
| Крістіан Кінтеро | 50 метрів вільним стилем (чоловіки)  | 22.92             | 44                | Завершив виступ  | Завершив виступ  | Завершив виступ  | Завершив виступ  |
| Крістіан Кінтеро | 100 метрів вільним стилем (чоловіки) | 49.25             | 34                | Завершив виступ  | Завершив виступ  | Завершив виступ  | Завершив виступ  |
| Крістіан Кінтеро | 200 метрів вільним стилем (чоловіки) | 1:47.02           | 14 Q              | 1:48.00          | 16               | Завершив виступ  | Завершив виступ  |
| Крістіан Кінтеро | 400 метрів вільним стилем (чоловіки) | 3:50.84           | 33                | Н/Д              | Н/Д              | Завершив виступ  | Завершив виступ  |
| Альберт Субіратс | 100 метрів на спині (чоловіки)       | 55.44             | 31                | Завершив виступ  | Завершив виступ  | Завершив виступ  | Завершив виступ  |
| Альберт Субіратс | 100 метрів батерфляєм (чоловіки)     | 53.23             | 29                | Завершив виступ  | Завершив виступ  | Завершив виступ  | Завершив виступ  |
| Паола Перес      | марафон 10 кілометрів (жінки)        | Н/Д               | Н/Д               | Н/Д              | Н/Д              | 1:59:07.7        | 20               |
| Андреїна Пінто   | 400 метрів вільним стилем (жінки)    | 4:08.34           | 16                | Н/Д              | Н/Д              | Завершила виступ | Завершила виступ |
| Андреїна Пінто   | 800 метрів вільним стилем (жінки)    | 8:30.92           | 12                | Н/Д              | Н/Д              | Завершила виступ | Завершила виступ |
| Андреїна Пінто   | 200 метрів батерфляєм (жінки)        | 2:10.60           | 23                | Завершила виступ | Завершила виступ | Завершила виступ | Завершила виступ |

## Настільний теніс
| Спортсмен      | Дисципліна               | Попередній раунд   | Раунд 1            | Раунд 2            | Раунд 3            | 1/8 фіналу         | Чвертьфінали       | Півфінали          | Фінал / БМ         | Фінал / БМ       |
| Спортсмен      | Дисципліна               | Суперник Результат | Суперник Результат | Суперник Результат | Суперник Результат | Суперник Результат | Суперник Результат | Суперник Результат | Суперник Результат | Місце            |
| -------------- | ------------------------ | ------------------ | ------------------ | ------------------ | ------------------ | ------------------ | ------------------ | ------------------ | ------------------ | ---------------- |
| Gremlis Arvelo | одиночний розряд (жінки) | Bye                | Zhang (USA) L 0–4  | Завершила виступ   | Завершила виступ   | Завершила виступ   | Завершила виступ   | Завершила виступ   | Завершила виступ   | Завершила виступ |

## Тхеквондо
| Спортсмен       | Категорія           | 1/8 фіналу             | Чвертьфінали       | Півфінали          | Втішний поєдинок        | Фінал / БМ           | Фінал / БМ |
| Спортсмен       | Категорія           | Суперник Результат     | Суперник Результат | Суперник Результат | Суперник Результат      | Суперник Результат   | Місце      |
| --------------- | ------------------- | ---------------------- | ------------------ | ------------------ | ----------------------- | -------------------- | ---------- |
| Едгар Контрерас | до 68 кг (чоловіки) | Денисенко (RUS) L 2–12 | Завершив виступ    | Завершив виступ    | Тазеґюл (TUR) W 5–4 SUD | Гонсалес (ESP) L 3–4 | 5          |

## Волейбол

### Пляжний
| Спортсмен                   | Дисципліна | Груповий етап | Місце | 1/8 фіналу         | Чвертьфінали       | Півфінали          | Фінал / БМ         | Фінал / БМ      |
| Спортсмен                   | Дисципліна | Суперник Результат | Місце | Суперник Результат | Суперник Результат | Суперник Результат | Суперник Результат | Місце           |
| --------------------------- | ---------- | --- | ----- | ------------------ | ------------------ | ------------------ | ------------------ | --------------- |
| Norisbeth Agudo Olaya Pérez | жінки      | Група F Меппелінк – van Iersel (NED) L 0 – 2 (17–21, 11–21) Боуден – Кленсі (AUS) L 0 – 2 (21–9, 21–14) Alfaro – Charles (CRC) W 2 – 0 (21–16, 21–19) Lucky Losers Боргер – Бюте (GER) L 0 – 2 (13–21, 8–21) | 3     | Завершив виступ    | Завершив виступ    | Завершив виступ    | Завершив виступ    | Завершив виступ |

## Важка атлетика
| Спортсмен        | Категорія           | Ривок     | Ривок | Поштовх   | Поштовх | Загалом | Місце |
| Спортсмен        | Категорія           | Результат | Місце | Результат | Місце   | Загалом | Місце |
| ---------------- | ------------------- | --------- | ----- | --------- | ------- | ------- | ----- |
| Хесус Лопес      | до 62 кг (чоловіки) | 125       | 7     | —         | —       | 125     | DNF   |
| Юслейді Фігероа  | до 58 кг (жінки)    | 85        | 14    | 116       | 8       | 201     | 9     |
| Яніуска Еспіноса | понад 75 кг (жінки) | 121       | 5     | 152       | 7       | 273     | 7     |
| Наруйрі Перес    | понад 75 кг (жінки) | 117       | 8     | 145       | DNF     | 117     | DNF   |

## Боротьба
Легенда:
- VT – Перемога на туше.
- PP – Перемога за очками – з технічними очками в того, хто програв.
- PO – Перемога за очками – без технічних очок в того, хто програв.
- ST – Перемога за явної переваги – різниця в очках становить принаймні 8 (греко-римська боротьба) або 10 (вільна боротьба) очок, без технічних очок у того, хто програв.

Чоловіки
| Спортсмен         | Категорія | Кваліфікація       | 1/8 фіналу               | Чвертьфінал             | Півфінал           | Втішний поєдинок 1 | Втішний поєдинок 2   | Фінал / БМ             | Фінал / БМ |
| Спортсмен         | Категорія | Суперник Результат | Суперник Результат       | Суперник Результат      | Суперник Результат | Суперник Результат | Суперник Результат   | Суперник Результат     | Місце      |
| ----------------- | --------- | ------------------ | ------------------------ | ----------------------- | ------------------ | ------------------ | -------------------- | ---------------------- | ---------- |
| Педро Себальос    | до 86 кг  | Bye                | Заглул (EGY) W 3–0 PO    | Садулаєв (RUS) L 0–3 PO | Завершив виступ    | Bye                | Вереб (HUN) W 3–1 PP | Шаріфов (AZE) L 1–3 PP | 5          |
| Хосе Даніель Діас | до 97 кг  | Bye                | Ібрагімов (KAZ) L 0–4 ST | Завершив виступ         | Завершив виступ    | Завершив виступ    | Завершив виступ      | Завершив виступ        | 18         |

Греко-римська боротьба
| Спортсмен        | Категорія | Кваліфікація       | 1/8 фіналу              | Чвертьфінал        | Півфінал           | Втішний поєдинок 1 | Втішний поєдинок 2     | Фінал / БМ         | Фінал / БМ |
| Спортсмен        | Категорія | Суперник Результат | Суперник Результат      | Суперник Результат | Суперник Результат | Суперник Результат | Суперник Результат     | Суперник Результат | Місце      |
| ---------------- | --------- | ------------------ | ----------------------- | ------------------ | ------------------ | ------------------ | ---------------------- | ------------------ | ---------- |
| Райбер Родрігес  | до 59 кг  | Bye                | Bayramov (AZE) L 0–4 ST | Завершив виступ    | Завершив виступ    | Завершив виступ    | Завершив виступ        | Завершив виступ    | 18         |
| Вуйлейксіс Рівас | до 66 кг  | Bye                | Норузі (IRI) L 1–3 PP   | Завершив виступ    | Завершив виступ    | Завершив виступ    | Завершив виступ        | Завершив виступ    | 14         |
| Луілліс Перес    | до 98 кг  | Bye                | Резаеї (IRI) L 0–4 ST   | Завершив виступ    | Завершив виступ    | Завершив виступ    | Завершив виступ        | Завершив виступ    | 17         |
| Ервін Карабальйо | до 130 кг | Bye                | Каяалп (TUR) L 0–4 ST   | Завершив виступ    | Завершив виступ    | Bye                | Шаріаті (AZE) L 0–4 ST | Завершив виступ    | 19         |

Жінки
| Спортсменка       | Категорія | Кваліфікація        | 1/8 фіналу             | Чвертьфінал                | Півфінал              | Втішний поєдинок 1  | Втішний поєдинок 2  | Фінал / БМ             | Фінал / БМ |
| Спортсменка       | Категорія | Суперниця Результат | Суперниця Результат    | Суперниця Результат        | Суперниця Результат   | Суперниця Результат | Суперниця Результат | Суперниця Результат    | Місце      |
| ----------------- | --------- | ------------------- | ---------------------- | -------------------------- | --------------------- | ------------------- | ------------------- | ---------------------- | ---------- |
| Бетзабет Аргуелло | до 53 кг  | Bye                 | Ессомбе (CMR) W 5–0 VT | Преволаракі (GRE) W 3–1 PP | Йосіда (JPN) L 0–3 PO | Bye                 | Bye                 | Синишин (AZE) L 1–3 PP | 5          |
| Марія Акоста      | до 69 кг  | Bye                 | Мостафа (EGY) L 1–3 PP | Завершила виступ           | Завершила виступ      | Завершила виступ    | Завершила виступ    | Завершила виступ       | 17         |
| Джараміт Веффер   | до 75 кг  | Bye                 | Алі (CMR) L 0–3 PO     | Завершила виступ           | Завершила виступ      | Завершила виступ    | Завершила виступ    | Завершила виступ       | 17         |